# 494 a.C.
Il 494 a.C. (CDXCIV a.C. in numeri romani) è un anno  del V secolo a.C.

## Eventi
- I Persiani domano definitivamente la rivolta delle città ioniche nella battaglia di Lade, alla quale segue la distruzione di Mileto e la deportazione dei suoi abitanti.
- Nella battaglia di Sepeia Argo è sconfitta da Sparta e i suoi alleati.
- Roma:
  - Consoli romani: Aulo Verginio Tricosto Celiomontano, Tito Veturio Gemino Cicurino
  - dittatore romano: Manio Valerio Voluso Massimo
  - Prima secessione della plebe a Roma. La plebe si muove in massa dalla città, come forma di protesta, e si reca sul Mons Sacer; monologo di Menenio Agrippa; istituzione del Tribunato della Plebe.